# Masahiko Nakagawa
Masahiko Nakagawa (født 20. august 1969) er en tidligere japansk fodboldspiller.
Han har spillet for flere forskellige klubber i sin karriere, herunder Yokohama Flügels, Yokohama Marinos, Kyoto Purple Sanga og Nagoya Grampus Eight.